# Kreis Csorna
Der Kreis Csorna (ungarisch Csornai járás) ist ein Kreis im nordwestungarischen Komitat Győr-Moson-Sopron. Er teilt das Komitat in zwei Teile, einen Westteil mit 2 Kreisen (Sopron und Kapuvár) sowie einen Ostteil mit 4 Kreisen (Mosonmagyaróvár, Győr, Tét und Pannonhalma). Der Kreis Csorna grenzt im Süden an das Komitat Veszprém.

## Geschichte
Der Kreis erfuhr während der Verwaltungsreform Anfang 2013 folgende Veränderungen:
- Aus dem gleichnamigen Kleingebiet (ungarisch Csornai kistérség) gelangten 31 der 34 Gemeinden in den Nachfolgerkreis. 3 Gemeinden kamen zum Kreis Győr.
- Zum Gebietsausgleich kamen dafür 2 Gemeinden aus dem Kleingebiet Tét (ungarisch Kistérség téti).

## Gemeindeübersicht
Der Kreis Csorna hat eine durchschnittliche Gemeindegröße von 988 Einwohnern auf einer Fläche von 17,57 Quadratkilometern. Die Bevölkerungsdichte des Kreises liegt etwa bei der Hälfte des Komitatswertes (108 Einwohner/km²). Verwaltungssitz ist die einzige Stadt Csorna, im Zentrum des Kreises gelegen.
| Gemeinde        | Status       | Herkunft Kleingebiet | Einwohnerzahl | Einwohnerzahl | Einwohnerzahl | Fläche (km²) | Bevölkerungs- dichte (Ew./km²) |
| Gemeinde        | Status       | Herkunft Kleingebiet | 01.10.2011    | 01.01.2013    | 01.01.2016    | 01.01.2016   | Bevölkerungs- dichte (Ew./km²) |
| --------------- | ------------ | -------------------- | ------------- | ------------- | ------------- | ------------ | ------------------------------ |
| Acsalag         | Gemeinde     | Csorna               | 470           | 505           | 485           | 10,42        | 46,5                           |
| Bágyogszovát    | Gemeinde     | Csorna               | 1.285         | 1.304         | 1.284         | 24,06        | 53,4                           |
| Barbacs         | Gemeinde     | Csorna               | 733           | 714           | 752           | 13,65        | 55,1                           |
| Bodonhely       | Gemeinde     | Tét                  | 288           | 287           | 301           | 11,10        | 27,1                           |
| Bogyoszló       | Gemeinde     | Csorna               | 616           | 624           | 609           | 26,21        | 23,2                           |
| Bősárkány       | Großgemeinde | Csorna               | 2.087         | 2.088         | 2.080         | 23,32        | 89,2                           |
| Cakóháza        | Gemeinde     | Csorna               | 57            | 57            | 61            | 2,88         | 21,2                           |
| Csorna          | Stadt        | Csorna               | 10.558        | 10.489        | 10.406        | 91,95        | 113,2                          |
| Dör             | Gemeinde     | Csorna               | 659           | 670           | 691           | 11,01        | 62,8                           |
| Egyed           | Gemeinde     | Csorna               | 538           | 529           | 514           | 13,43        | 38,3                           |
| Farád           | Gemeinde     | Csorna               | 1.945         | 1.959         | 1.912         | 28,79        | 66,4                           |
| Jobaháza        | Gemeinde     | Csorna               | 544           | 565           | 559           | 8,06         | 68,6                           |
| Kóny            | Gemeinde     | Csorna               | 2.661         | 2.647         | 2.642         | 28,87        | 91,5                           |
| Maglóca         | Gemeinde     | Csorna               | 93            | 97            | 96            | 5,77         | 16,6                           |
| Magyarkeresztúr | Gemeinde     | Csorna               | 428           | 436           | 431           | 16,74        | 25,7                           |
| Markotabödöge   | Gemeinde     | Csorna               | 458           | 468           | 478           | 16,29        | 29,3                           |
| Páli            | Gemeinde     | Csorna               | 359           | 365           | 415           | 19,58        | 21,2                           |
| Pásztori        | Gemeinde     | Csorna               | 371           | 375           | 384           | 8,52         | 45,1                           |
| Potyond         | Gemeinde     | Csorna               | 95            | 97            | 102           | 2,84         | 35,9                           |
| Rábacsanak      | Gemeinde     | Csorna               | 478           | 468           | 484           | 13,86        | 34,9                           |
| Rábapordány     | Gemeinde     | Csorna               | 1.043         | 1.034         | 1.003         | 21,90        | 45,8                           |
| Rábasebes       | Gemeinde     | Csorna               | 75            | 65            | 58            | 5,39         | 10,8                           |
| Rábaszentandrás | Gemeinde     | Csorna               | 483           | 479           | 470           | 11,60        | 40,5                           |
| Rábatamási      | Gemeinde     | Csorna               | 981           | 1.000         | 944           | 21,77        | 43,4                           |
| Rábcakapi       | Gemeinde     | Csorna               | 163           | 164           | 153           | 7,87         | 19,4                           |
| Sobor           | Gemeinde     | Tét                  | 273           | 271           | 253           | 16,72        | 15,1                           |
| Sopronnémeti    | Gemeinde     | Csorna               | 267           | 281           | 279           | 7,10         | 39,3                           |
| Szany           | Großgemeinde | Csorna               | 2.133         | 2.047         | 2.026         | 34,14        | 59,3                           |
| Szil            | Gemeinde     | Csorna               | 1.349         | 1.354         | 1.322         | 31,03        | 42,6                           |
| Szilsárkány     | Gemeinde     | Csorna               | 693           | 659           | 652           | 16,70        | 39,0                           |
| Tárnokréti      | Gemeinde     | Csorna               | 194           | 192           | 172           | 9,54         | 18,0                           |
| Vág             | Gemeinde     | Csorna               | 464           | 463           | 460           | 14,03        | 32,8                           |
| Zsebeháza       | Gemeinde     | Csorna               | 129           | 129           | 141           | 4,65         | 30,3                           |
| Kreis Csorna    |              |                      | 32.970        | 32.882        | 32.619        | 579,79       | 56,3                           |